# 庇西特拉图
庇西斯特拉圖（希臘語：Πεισίστρατος；英語：Peisistratus 或 Pisistratus，约公元前600年～公元前527年）是古雅典的一位僭主。他統一阿提卡，鞏固並改善雅典，有助於該城市後來在希臘地區取得突出地位。 梭倫是他的母系親屬。
庇西斯特拉图家族（英语：Pisistratids）是公元前546年至公元前510年统治雅典的三位僭主的共同家族或氏族名称，指的是庇西斯特拉圖和他的两个儿子喜帕恰斯和希庇阿斯。

## 生平
在約565年，在與麥加拉城的一場戰爭中，庇西斯特拉圖斯因佔領麥加拉的港口，而獲軍事方面聲譽。
人們推舉他遣用一支由手持棍棒的公民組成的護衛隊，並在該護衛隊協助下佔領雅典衛城，於前560年至559年掌權。為增加支持，他與麥加克勒斯的女兒締結短暫婚姻，並再次在雅典暫時掌權，但萊庫古斯和麥加克勒斯聯合將他驅逐。
庇西特拉圖在希臘半島北部被流放達數年。他為自己的回歸奠定堅實基礎；他開發潘蓋翁山的銀礦和金礦，並獲得底比斯、阿爾戈斯、納克索斯和其他地方保守派的支持。 546年，他攜帶自己的資金和友人提供的部隊，前往優卑亞島的埃雷特里亞，並從該基地入侵阿提卡。在海米圖斯山（英語：Mount Hymettus）附近的帕萊涅（英語：Pallene），他對雅典的軍隊發動突襲。大獲全勝後，庇西特拉圖第三次成為雅典的領導人，並一直掌權直至527年去世。
他在雅典推行許多宗教改革措施。雅典娜成為全雅典公民所敬奉的主要神祇。節慶和文學也蓬勃發展。他透過體育競賽和對背誦荷馬史詩的詩人的獎勵，來強調泛雅典娜節慶。在戴歐尼修斯崇拜受國家贊助後，每年一度的酒神節為歌頌酒神頌歌的人頒獎，並自534年開始為悲劇表演頒獎。阿那克里翁等詩人居住在庇西斯特拉圖及其兒子喜帕恰斯和希庇阿斯的宮廷中；他們也鼓勵搜集神諭，並支持占卜者奧奈西克里圖斯。雅典的宗教和統一在庇西特拉圖統治期間發生主要進展。
庇西特拉圖死後，雅典在政治和軍事上的重要性仍遠不如斯巴達。 在商業上，米利都、科林斯和埃伊納島等地區至少同樣活躍，而同時代薩摩斯的僭主波利克拉底也致力於贊助藝術和文學活動。 但是，亞里斯多德表示，人們將庇西特拉圖的形象與克洛諾斯作連結。

## 其他
他擁有一個僱傭兵保鏢隊，其中一部分是斯基泰裔弓箭手。